# Cryphia brunneola
Cryphia brunneola là một loài bướm đêm trong họ Noctuidae.